# 無伴奏チェロソナタ (コダーイ)
ゾルターン・コダーイの無伴奏チェロ・ソナタ（仏語： Sonate pour violoncelle seul）作品8は、1915年に作曲され、1918年5月7日に初演を果たした、チェリストのイェネー・ケルペイに献呈された無伴奏チェロ曲である（ウニヴェルザール出版社の楽譜上では、フランス語の献辞で“A Eugène de Kerpely”と記されている）。 
作品全体を通して調号は明記されていないがロ短調を主調とし、3つの楽章から成る古典的なソナタの構成に従っている。第2ページの冒頭に、フランス語と楽譜によって、G線とC線を半音下げて調弦するよう（本来C-G-d-aに対しH¹-Ges-d-a）に指示されており、しばしばスコルダトゥーラを用いた作品の例として言及される。
また、左手のピッツィカートや重音奏法、急速なトレモロなどの超絶技巧を駆使した難曲として知られているが、これらは単に演奏技巧を誇示するにとどまらない。チェロを通常の擦弦楽器としてだけでなく、撥弦楽器や打弦楽器としても利用することで、華麗で斬新な効果と交響的な印象をもたらし、結果的にチェロという楽器から音色のかつてない広がりを引き出すことに成功している。チェロはまた、ハープやバグパイプ、太鼓、ターロガトー、ツィンバロンといった民族楽器を模倣しており、作品は民族舞曲ヴェルブンコシュの様式を踏まえている。

## 楽曲構成
1. アレグロ・マエストーソ・マ・アパッシオナート Allegro maestoso ma appassionato
2. アダージョ（コン・グランデスプレッシオーネ） Adagio (con grand'espressione)
3. アレグロ・モルト・ヴィヴァーチェ Allegro molto vivace

## 主要な演奏者
- ヤーノシュ・シュタルケル（十八番としてたびたび録音を重ねてきたが、中でもピーター・バルトーク制作による2度目の録音が歴史的名盤として名高い）
- ピエール・フルニエ
- ミクローシュ・ペレーニ
- ユーリ・トゥロフスキー（en）
- マリア・クリーゲル
- ヨーヨー・マ - 日本では、第1楽章がサントリーローヤルのCM曲として使用された。
- 長谷川陽子 - 「文化庁芸術作品賞」「日本プロ音楽録音賞」受賞録音。
- 藤森亮一
- ルイス・クラレ(en)
- ジャン＝ギアン・ケラス(en)
- クサヴィエ・フィリップス（en）
- タマーシュ・ヴァルガ